# USS Laffey (DD-459)
USS Laffey (DD-459) là một tàu khu trục thuộc lớp Benson của Hải quân Hoa Kỳ đã phục vụ trong Chiến tranh Thế giới thứ hai cho đến khi bị đánh chìm trong trận Hải chiến Guadalcanal vào ngày 13 tháng 11 năm 1942. Nó là chiếc tàu chiến đầu tiên của Hải quân Hoa Kỳ được đặt tên theo Bartlett Laffey (1841-1901), thủy thủ hải quân từng được tặng thưởng Huân chương Danh dự trong cuộc Nội chiến Hoa Kỳ.

## Thiết kế và chế tạo
Laffey được đặt lườn tại xưởng tàu của hãng Bethlehem Shipbuilding Company ở San Francisco, California vào ngày 13 tháng 1 năm 1941. Nó được hạ thủy vào ngày 30 tháng 10 năm 1941; được đỡ đầu bởi cô Eleanor G. Forgerty, cháu nội thủy thủ Laffey, và được cho nhập biên chế vào ngày 31 tháng 3 năm 1942 dưới quyền chỉ huy của Hạm trưởng, Thiếu tá Hải quân William E. Hank.

## Lịch sử hoạt động
Sau khi chạy thử máy tại vùng bờ Tây Hoa Kỳ, Laffey lên đường đi sang khu vực chiến sự ngang qua Trân Châu Cảng, đi đến Efate vào ngày 28 tháng 8 năm 1942. Nó di chuyển trong thành phần bảo vệ chống tàu ngầm cho đến khi gia nhập Lực lượng Đặc nhiệm 18 vào ngày 6 tháng 9. Khi tàu sân bay Wasp, soái hạm của lực lượng, bị đánh chìm vào ngày 15 tháng 9, nó đã cứu vớt những người sống sót và đưa họ đến Espiritu Santo. Sau đó nó lên đường cùng Lực lượng Đặc nhiệm 64 và đi đến Nouméa, New Caledonia vào ngày 18 tháng 9.
Laffey có hoạt động tác chiến đầu tiên trong Trận chiến mũi Esperance (còn gọi là Trận chiến đảo Savo thứ hai) vào ngày 11-12 tháng 10 năm 1942. Nó hoạt động cùng với đội tàu tuần dương dưới quyền Chuẩn đô đốc Norman Scott, có nhiệm vụ bảo vệ chống lại sự tăng cường lực lượng đối phương lên Guadalcanal. Vào ngày 11 tháng 10, khi lực lượng tiến theo đội hình hàng dọc, Laffey gia nhập cùng hai tàu khu trục khác dẫn đầu. Khoảng một giờ sau, con tàu bước vào trực chiến, và trận chiến diễn ra dữ dội suốt đêm khi nó nả pháo vào tàu tuần dương Aoba với ba khẩu pháo 5 in (130 mm) của nó. Đến bình minh, tàu khu trục Duncan bị đắm, Farenholt bị hư hại nặng trong khi tàu tuần dương hạng nhẹ Boise chịu đựng nhiều phát bắn trúng đích. Phía Nhật Bản chịu đựng thiệt hại nặng nề hơn, với tàu tuần dương Furutaka bị đánh chìm, Aoba bị hư hại nặng, và tàu khu trục Fubuki cũng bị đánh chìm.
Sau trận chiến, Laffey gặp gỡ một đội hộ tống vận tải từ Nouméa vào ngày 11 tháng 11, và lên đường đi Lunga Point, đến nơi vào ngày hôm sau. Hoạt động chất dỡ bị ngắt quãng do một cuộc không kích mạnh mẽ. Đến ngày 13 tháng 11, nó nằm trong nhóm dẫn đầu một đội hình tám tàu khu trục và năm tàu tuần dương dưới quyền chỉ huy của Chuẩn đô đốc Daniel J. Callaghan. Sau nữa đêm, màn hình radar bắt được tín hiệu đối phương, và trận Hải chiến Guadalcanal bắt đầu khi lực lượng Nhật Bản, bao gồm hai thiết giáp hạm, một tàu tuần dương hạng nhẹ và 14 tàu khu trục dưới quyền chỉ huy của Phó đô đốc Hiroaki Abe, xuất hiện trên đường chân trời.
Laffey tấn công vào đối thủ bằng hải pháo và ngư lôi. Vào lúc cao điểm của trận chiến, thiết giáp hạm Hiei xuất hiện từ bóng đêm và cả hai con tàu cùng hội tụ về một điểm với tốc độ cao; chúng tránh khỏi va chạm nhau ở khoảng cách 20 foot (6,1 m). Laffey phóng các quả ngư lôi của nó và sử dụng toàn bộ hỏa lực bắn phá cầu tàu đối thủ, làm bị thương đô đốc Abe và giết chết tham mưu trưởng của ông. Với một thiết giáp hạm đối phương phía đuôi, một chiếc khác phía đuôi bên mạn trái và hai tàu khu trục trước mũi bên mạn trái, nó tiếp tục chiến đấu với một đối phương áp đảo chỉ với ba khẩu pháo còn lại bắn trực diện. Laffey trúng một quả đạn pháo 14 in (360 mm) từ Hiei; rồi sau đó một quả ngư lôi đánh trúng đuôi tàu khiến nó bị loại khỏi vòng chiến. Khi lệnh bỏ tàu được đưa ra, một vụ nổ khủng khiếp xé toang con tàu ra nhiều mảnh, và nó đắm hầu như ngay lập tức với tổn thất nhân mạng nặng nề. Hiei cũng bị đắm sau đó cùng với hai tàu khu trục, trong khi đô đốc Abe sống sót.
Laffey được tặng thưởng danh hiệu Đơn vị Tuyên dương Tổng thống do đã chiến đấu dũng cảm trong trận này.

## Phần thưởng
Laffey được tặng thưởng danh hiệu Đơn vị Tuyên dương Tổng thống cùng ba Ngôi sao Chiến trận do thành tích phục vụ trong Thế Chiến II.